# Рифлі

Концентраційний стіл

а – піскове; б – шламове; в – хвилясте.

Рифлі, нарифлення (рос. рифли, англ. riffle, нім. Riffeln f pl, Riffelung f, Riffelungsrippen f pl – ряди планок прямокутного поперечного перетину, які укладаються через певні проміжки на робочій поверхні концентраційного столу, пневматичного сепаратора , шлюзу вздовж руху матеріалу або під кутом до поздовжньої осі апарата – для створення багаторазово повторюваних перешкод потоку, завдяки яким підвищується ефективність розшарування твердих частинок збагачуваної маси за густиною. Р. мають змінну висоту, що зменшується від завантажувальної частини і сходить нанівець на заданій довжині. 

## Типи нарифлень
Типи нарифлення, що застосовуються на практиці, підрозділяють в основному на піскові (для матеріалів крупністю +0,2 мм) і шламові (для матеріалів крупністю – 0,2 мм).
В поперечному перетині піскові рифлі являють собою прямокутник. На деках столів для збагачення шламистих матеріалів, крім прямокутних рифлів малої висоти, є високі трикутні рифлі, перед якими утворюються спокійні зони, де відбувається осадження шламистих частинок важких мінералів. 
Подовжній перетин рифлі – прямокутна трапеція з верхньою основою рівною 3/4 нижньої. Максимальну висоту рифлі мають біля завантажувального кінця деки. Найбільшу довжину і висоту має рифля, що проходить через кут деки, який створений боком розвантаження легких продуктів і завантажувальним торцем. Кут зрізу рифлів становить 30 – 55º. 
У діагональних деках вздовж боку розвантаження легких продуктів установлюється додаткова «запірна» рифля висотою 20 – 25 мм, яка перешкоджає виносу важких мінералів в легкий продукт. Вибір висоти рифлів визначається крупністю і густиною збагачуваного матеріалу, а також вмістом важких компонентів.
У сучасних шламових столах (напр., СКОШ-7,5) поверхня деки має хвилястий характер і рифлями є гребені хвиль (рис.  в). Такі рифлі суттєво знижують збурення потоку, що сприяє підвищенню ефективності збагачення шламів.